# Siorapaluk
Siorapaluk (v inuktunu Hiurapaluk) je osada v oblasti Qaanaaq v kraji Avannaata v severním Grónsku, nejsevernější obydlená osada v Grónsku.[zdroj?] Většina z 42 obyvatel osady jsou místní domorodci, kteří hovoří grónsky nebo inuktunem (oba jazyky jsou úřední). Mnozí z obyvatel jsou potomci přistěhovalých Inuitů z Kanady ve 20. století, kteří osadu založili.

## Fauna
V oblasti žije mnoho zvířat. Místní útesy slouží jako hnízdiště pro alkouny malé (Alle alle), alky (Alcidae), a alkouny tlustozobé (Uria lomvia). Žije tu také mnoho polárních lišek, polárních zajíců, tuleňů a mrožů ledních. Obyvatelé osady se živí převážně lovem těchto zvířat.

## Veřejná zařízení
Siorapaluk má vlastní elektrárnu, přímé družicové, rozhlasové a televizní vysílání, dobře zásobovaný obchod a telefonní služby. Škola v Siorapaluku je ve stejné budově jako kostel a malá veřejná knihovna. Ačkoli tu nejsou žádná zdravotnická zařízení, osadu pravidelně navštěvují lékaři a zubaři.

## Doprava
Air Greenland provozuje lety na letiště Qaanaaq a heliport Savissivik pomocí letecké základny Thule. Siorapaluk se nachází 45 km od Qaanaaqu, dva lety týdně jsou dotovány vládou Grónska. Přestupy na letišti podléhají omezení přístupu cizinců podle dánského Ministerstva zahraničních věcí.

## Podnebí
V Siorapaluku panuje suché, arktické podnebí. Zimy bývají velice chladné, ovšem léta mohou být poměrně teplá jako v jižních částech země:

| Siorapaluk – podnebí | Siorapaluk – podnebí | Siorapaluk – podnebí | Siorapaluk – podnebí | Siorapaluk – podnebí | Siorapaluk – podnebí | Siorapaluk – podnebí | Siorapaluk – podnebí | Siorapaluk – podnebí | Siorapaluk – podnebí | Siorapaluk – podnebí | Siorapaluk – podnebí | Siorapaluk – podnebí | Siorapaluk – podnebí |
| Období | leden                | únor                 | březen               | duben                | květen               | červen               | červenec             | srpen                | září                 | říjen                | listopad             | prosinec             | rok                  |
| --- | -------------------- | -------------------- | -------------------- | -------------------- | -------------------- | -------------------- | -------------------- | -------------------- | -------------------- | -------------------- | -------------------- | -------------------- | -------------------- |
| Nejvyšší teplota [°C] | 6                    | 4                    | 10                   | 3                    | 14                   | 18                   | 20                   | 16                   | 11                   | 8                    | 8                    | 7                    | 20                   |
| Průměrné denní maximum [°C] | −17                  | −18                  | −16                  | −9                   | 1                    | 7                    | 11                   | 10                   | 3                    | −4                   | −10                  | −15                  | −5                   |
| Průměrná teplota [°C] | −21                  | −22                  | −21                  | −14                  | −4                   | 4                    | 8                    | 7                    | 1                    | −7                   | −13                  | −19                  | −8                   |
| Průměrné denní minimum [°C] | −25                  | −26                  | −25                  | −19                  | −8                   | 0                    | 5                    | 4                    | −2                   | −9                   | −16                  | −22                  | −12                  |
| Nejnižší teplota [°C] | −35                  | −38                  | −41                  | −31                  | −19                  | −9                   | −2                   | −1                   | −9                   | −19                  | −26                  | −34                  | −41                  |
| Sněžení [cm] | 6                    | 8                    | 8                    | 9                    | 9                    | 4                    | 0                    | 1                    | 5                    | 13                   | 11                   | 9                    | 83                   |
| Dní s deštěm | 0                    | 0                    | 0                    | 0                    | 2                    | 6                    | 9                    | 9                    | 8                    | 0                    | 0                    | 0                    | 34                   |
| Zdroj: https://freemeteo.cz/pocasi/neqi/longterm/monthly/?gid= 3831275&mn= 12&language= czech&country= greenland (měření z nedaleké zaniklé osady Neqi) |                      |                      |                      |                      |                      |                      |                      |                      |                      |                      |                      |                      |                      |